# هيلموت والتر
هيلموت والتر (بالألمانية: Hellmuth Walter)‏ هو مهندس ومخترع ألماني، ولد في 26 أغسطس 1900 في فيدل في ألمانيا، وتوفي في 16 ديسمبر 1980 في مونتكلير ‏ في الولايات المتحدة.

## وصلات خارجية
- هيلموت والتر على موقع الموسوعة البريطانية (الإنجليزية)
- هيلموت والتر على موقع مونزينجر (الألمانية)